# Conifericoccus agathidis
Conifericoccus agathidis är en insektsart som beskrevs av Brimblecombe 1960. Conifericoccus agathidis ingår i släktet Conifericoccus och familjen pärlsköldlöss. Inga underarter finns listade i Catalogue of Life.